# HD 7724
HD 7724，又名BD+30 196，SAO 54580、HR 374，是一颗恒星，视星等为6.73，位于銀經129.36，銀緯-30.8，其B1900.0坐标为赤經1h 11m 50.9s，赤緯+31° -30.8′ 1″。